# 因薩 (考卡省)
因薩是哥倫比亞的城鎮，位於該國西南部，由考卡省負責管轄，始建於1577年，面積1,258平方公里，海拔高度1,591米，2005年人口26,989，人口密度每平方公里22.38人。
2°33′N 76°04′W / 2.550°N 76.067°W